# Геоморфологічна підодиниця
Геоморфологічна підодиниця — це одиниця сьомого рівня в ієрархічному геоморфологічному розподілі земної поверхні в тому вигляді, в якому цей поділ зазвичай застосовується в Чехії. Вищий підрозділ — геоморфологічна одиниця, підпорядкований — геоморфологічний район.
Приклади: Шумавська рівнина, Троймезенський гірський масив, Сечська верховина, Єлшавський Карст.